# Jacques Pater
 (mai 2020).
Si vous disposez d'ouvrages ou d'articles de référence ou si vous connaissez des sites web de qualité traitant du thème abordé ici, merci de compléter l'article en donnant les références utiles à sa vérifiabilité et en les liant à la section « Notes et références ».
Jacques Pater, né le 24 mai 1949 à Paris, est un acteur français.

## Biographie
Jacques Pater, né à Paris, fils d’un père chauffeur de car et d’une mère secrétaire, passe son enfance et son adolescence dans le XXe arrondissement. Sur les bancs de l’école, il se lie d’amitié avec Gérard Mordillat avec lequel il découvre, en autodidacte affamé, la littérature, le théâtre, la poésie et le cinéma (via Henri Langlois, la Cinémathèque et les défuntes salles de quartier). Les sciences et les mathématiques le détournent inexorablement du collège et lui évitent de trop longues études.
Dès l'âge de seize ans, il exerce différents emplois, puis se retrouve, grâce à l’intercession de son parrain Jacques Perret, à travailler comme saute-ruisseau à la prestigieuse NRF. Depuis le bureau de Claude Gallimard, on l'envoie porter aux auteurs-maison les épreuves à corriger de leurs livres. Passionné de littérature, il a ainsi la joie de croiser L. Aragon, R. Queneau, R. Gary, H. de Monfreid, N. Sarraute, L. Guilloux, G. Dumézil, A. Frénaud, F. Marceau, L. Bodard, J. Cau, J. Sullivan, etc.
À la même époque, il commence à suivre des cours de théâtre chez René Simon qui l’accepte exceptionnellement à ses cours du soir malgré son jeune âge (toujours avec Gérard Mordillat), et non au cours du jeudi des lycéens, sous le noble prétexte qu’il gagne déjà sa vie sans l’aide de la famille : "Des travailleurs !… Merveilleux, je vous prends ! ».
Avec Gérard Mordillat et quelques amis, il monte des spectacles poétiques en amateur pour la revue Iô (deuxième série), dirigée par Jean Dubacq, Serge Brindeau, et Serge Wellens dont ils fréquentent assidûment la librairie « Le Gay Savoir ». Il débute au théâtre en faisant de la figuration dans "Notre petite ville", de Thornton Wilder, au Théâtre de l’Épée de Bois dirigé par Raymond Rouleau. Après son service militaire dans la Marine nationale, il reprend les cours de théâtre.  En 1972, un ami l’inscrit, sans le lui dire, à une audition pour Sainte Jeanne des Abattoirs de Bertolt Brecht, au Théâtre de l’Est Parisien dirigé par Guy Rétoré. Après une longue suite d’auditions chantées-parlées, orchestrées par Oswald d’Andréa, il intègre la distribution dans laquelle Anne Doat brille au milieu d’une troupe de 45 comédiens. La vraie aventure théâtrale commence. Puis la télévision et le cinéma le sollicitent.
Il tient également, pendant plusieurs semaines, une mini-chronique littéraire à Libération, signée Léon Groom, et intitulée "Ascenseur". Il écrit parallèlement, à la demande d’Alain de Sédouy, des sketches humoristiques pour la Sécurité routière, destinés à la télévision. Pour quelques revues, il devient verbicruciste et réalise des grilles de mots croisés. Il participe un temps, comme acteur-auteur, à Allegro Ma Non Troppo et Mi-fugue Mi-raisin de Bertrand Jérôme, sur France Culture, ainsi qu'à de nombreuses dramatiques sur France Inter.
En 1983, il publie Le Petit Pater illustré, aux éditions du Seuil; recueil de proverbes et locutions revisités avec humour, dans la collection Point-Virgule, que Claude Duneton et Nicole Vimard viennent de créer.
Il continue d’alterner théâtre, télévision, cinéma et lectures poétiques.

## Filmographie

### Cinéma

#### Longs métrages
- 1973 : Lo Pais de Gérard Guérin
- 1978 : Guerres civiles en France de Joël Farges
- 1982 : Qu'est-ce qu'on attend pour être heureux ! de Coline Serreau : le caméraman
- 1982 : Douce enquête sur la violence de Gérard Guérin : le visiteur de l'appartement
- 1985 : Billy Ze Kick de Gérard Mordillat : Inspecteur Cordier
- 1986 : Le Mal d’aimer de Giorgio Treves
- 1987 : Fucking Fernand de Gérard Mordillat : Camier
- 1990 : Cyrano de Bergerac de Jean-Paul Rappeneau : le Tire-laine
- 1993 : Rupture(s) de Christine Citti
- 1995 : Le Hussard sur le toit de Jean-Paul Rappeneau : un milicien
- 1997 : Marquise de Véra Belmont
- 1998 : Petits Désordres amoureux de Olivier Péray : le comptable
- 1998 : Charité biz'ness de Thierry Barthes et Pierre Jamin : l'inspecteur
- 1999 : Prison à domicile de Christophe Jacrot : Belmas
- 1999 : Paddy de Gérard Mordillat : Baecker
- 2001 : Lisa de Pierre Grimblat : Castellain
- 2003 : Bon Voyage de Jean-Paul Rappeneau : Albert de Lusse
- 2006 : Azur et Asmar de Michel Ocelot : le père
- 2013 : Le Grand Retournement de Gérard Mordillat : le banquier

#### Courts métrages
- Les Musiciens du culte de Gérard Mordillat
- Coup de pinceau de Victor Bosch
- Abîme de Jacques Cluzaud
- Un fauteuil au 23, quai de Conti de Gérard Mordillat
- Par quelque souterrain Minotaure de David da Costa
- Les Échanges invisibles de Gaël Lemagnen

### Télévision
- 1976 : Don César de Bazan de Jean-Pierre Marchand
- 1981 : Au théâtre ce soir : Mort ou Vif de Jacques Mauclair
- 1981 : Au théâtre ce soir : Le Pique-Assiette de Jacques Mauclair
- 1984 : Maigret à Vichy d'Alain Levent : l'inspecteur Trigaud
- 1985 : Série Noire : Pas de vieux os de Gérard Mordillat
- 1986 : Série Noire : La Nuit du flingueur de Pierre Grimblat
- 1987 : L’heure Simenon : Le Fils Cardinaud de Gérard Mordillat : André
- 1988 : Série Noire : Le Manteau de Saint-Martin de Gilles Béhat
- 1989 : Série Noire : Noces de plomb de Pierre Grimblat
- 1989 : Les Jupons de la Révolution : Marat de Maroun Bagdadi : Marquet
- 1989 : Manon Roland de Édouard Molinaro
- 1990 : L’Ami Giono : Le Déserteur de Gérard Mordillat
- 1990 : La Belle Anglaise de Jacques Besnard
- 1991 : Le Roi Mystère de Paul Planchon : Patte d'Oie
- 1991 : Panique aux Caraïbes : Le Neuvième jour de Jean-Claude Charnay
- 1992 : Le Trésor des Templiers de Daniel Moosman : le troisième Templier
- 1993 : Antoine Rives, juge du terrorisme de Gilles Béhat : Maître Pages
- 1993 : Navarro : Article 17 ou l’honneur de Navarro de Gérard Marx
- 1993 : Julie Lescaut de Josée Dayan
- 1994 : La guerre des privés : Tchao poulet de Josée Dayan : Taffart
- 1994 : Les Cinq dernières minutes : Mélo dans le polar de Alain Wermus
- 1994 : Jalna de Philippe Monnier
- 1995 : Une femme dans la tempête de Bertrand Van Effenterre :  Enjalbert
- 1995 : La Rivière Espérance de Josée Dayan
- 1995 : Cœur Caraïbes de Paolo Barzman : Étienne Chamarande
- 1996 : Les Cinq dernières minutes : Le Quincaillier amoureux de Jean Marbeuf
- 1996 : Le Juge est une femme : La fille aînée de Pierre Boutron
- 1996 : Une femme en blanc de Aline Issermann
- 1997 : Les Cordier, juge et flic : La Tour de Jade de Paul Planchon
- 1997 : Les Cordier, juge et flic : Une sale nuit de printemps de Gilles Béhat
- 1997 : Navarro : Un bon flic de José Pinheiro
- 1998 : Julie Lescaut : Bal masqué de Gilles Béhat
- 1999 : Palazzo : sa majesté Charlie de Patrick Jamain
- 1999 : Le Prix de l'espoir de Josée Yanne
- 2000 : 17, rue des Moulins de Rémy Burkell
- 2000 : B.R.I.G.A.D. de Marc Angelo
- 2000 : Sandra et les siens de Paul Planchon
- 2001 : Nestor Burma : N’appelez pas la police de David Delrieux
- 2001 : L’Apprentissage de la ville de Gérard Mordillat
- 2002 : L’Envolé de Philippe Venault : Bernard Barnet
- 2002 : La Crim’ de Gérard Marx
- 2003 : Simon le juste de Gérard Mordillat :  Prospéro
- 2003 : L’Île Atlantique de Gérard Mordillat
- 2003 : Impair et père de Jean-Luc Moreau : Olivier de la Massière
- 2003 : Le Juge est une femme : Dans le panier de la ménagère de Pierre Boutron
- 2004 : À cran, deux ans après : Retour vers l’Enfer de Alain Tasma : Paul Fontenoy
- 2006 : Le Maître du Zodiaque de Claude-Michel Rome
- 2006 : La Forteresse assiégée de Gérard Mordillat : commandant Teyssier
- 2007 : La Dame d’Izieu de Alain Wermus
- 2007 : Paris, enquêtes criminelles de Gilles Béhat (épisodes 1 à 4) et Bertrand Van Effenterre (épisodes 5 à 8) : Bonnefoy
- 2007 : Joséphine ange gardien : Profession menteur de Sylvie Ayme
- 2010 : Les Vivants et les morts de Gérard Mordillat : Michel Saint-Pré (8 épisodes)
- 2011 : Bienvenue à Bouchon de Luc Béraud
- 2012 : Les Cinq parties du monde de Gérard Mordillat :  Joseph
- 2018 : Mélancolie ouvrière de Gérard Mordillat :  Lengliney

## Théâtre

### Années 60
- Notre petite ville de Thornton Wilder, mise en scène Raymond Rouleau, théâtre de l’Épée de bois
- Spectacle Iossip Brodski, mise en scène Gérard Mordillat
- Fatras d’après Jacques Prévert, mise en scène Gérard Mordillat

### Années 70
- Sainte Jeanne des Abattoirs de Bertolt Brecht, mise en scène Guy Rétoré, T.E.P.
- Macbeth de William Shakespeare, mise en scène Guy Rétoré, T.E.P.
- Frank V de Friedrich Dürrenmatt, mise en scène Guy Rétoré, T.E.P.
- La Place Royale de Pierre Corneille, mise en scène Hubert Gignoux, T.E.P.
- Septembre à Santiago de Jean-Patrick Matheron, mise en scène Jean-Patrick Matheron, théâtre de Plaisance
- Tiens l’coup jusqu’à la retraite, Léon ! de Georges Michel, mise en scène Régis Santon, théâtre de Marseille, théâtre Le Palace
- Histoire d’Os d’après Pierre Dac, mise en scène Alain Scoff, tournée France, Suisse, Belgique
- La Double Inconstance de Marivaux, mise en scène Bernard Jourdain
- Le Procès d’après Franz Kafka, mise en scène Hubert Jappelle, théâtre Pontoise
- Les Trois contes de l’Honorable Fleur de Maurice Ohana, mise en scène Hubert Jappelle, Festival d'Avignon
- Fin de partie de Samuel Beckett, mise en scène Hubert Jappelle, La Mamma E.T.C. – New York
- Les Chaises d’Eugène Ionesco, mise en scène Hubert Jappelle, Alliance Française de New York

### Années 80
- Gotcha de Barrie Keeffe, mise en scène Jean-Christian Grinevald, théâtre Marie Stuart
- Honorée par un petit monument de Denise Bonal, mise en scène Jean-Christian Grinevald, Festival d'Avignon, théâtre des Célestins
- Le Bébé de Monsieur Laurent de Roland Topor, mise en scène Jean-Christian Grinevald, théâtre Marie Stuart, théâtre Im Zimmer – Hambourg
- La Locandiera de Carlo Goldoni, mise en scène Attilio Maggiulli, théâtre de la Comédie Italienne
- Le Pique-Assiette d’Ivan Tourgueniev, mise en scène Jacques Mauclair, théâtre du Marais
- Ainsi Solange, Paris, ou ailleurs de Kostas Koroneos, mise en scène Jean-Christian Grinevald, théâtre du Petit Odéon
- Henri IV de Luigi Pirandello, mise en scène Jacques Mauclair, théâtre du Marais
- Le Misanthrope de Molière, mise en scène Jacques Mauclair, théâtre du Marais
- Les Aventures de Dieu de François Cavanna, mise en scène Jacques Échantillon, théâtre Fontaine
- L'Île au Trésor d'après Robert Louis Stevenson, mise en scène Michel Valmer, chapiteau Pantin, tournée

### Années 90
- Comme il vous plaira de William Shakespeare, mise en scène Maurice Jacquemont, théâtre de Chelles
- Baby Boom d'après Jean Vautrin, mise en scène Christian Rauth, théâtre de l'Atelier
- Trois partout de Ray Cooney, mise en scène Pierre Mondy, tournée
- Les affaires sont les affaires d’Octave Mirbeau, mise en scène Régis Santon, théâtre du Palais Royal, tournée
- Entretien d'un philosophe avec la Maréchale de... d'après Denis Diderot, mise en scène Michel Valmer, théâtre de l'Opprimé

### Années 2000
- Impair et père de Ray Cooney, mise en scène Jean-Luc Moreau, théâtre de la Michodière, tournée
- Le Nouveau Testament de Sacha Guitry, mise en scène Isabelle Rattier, théâtre de la Comédie des Champs-Élysées

## Publication
- Le Petit Pater Illustré, Éditions du Seuil,  1983